# 1258
1258 (MCCLVIII) fue un año común comenzado en martes del calendario juliano.

## Nacimientos
- Sultán Osmán Gazi del Imperio otomano.

## Fallecimientos
Muere Junípero, discípulo de San Francisco de Asís.

## Acontecimientos
- 10 de febrero: Los mongoles saquean e incendian Bagdad. Fin de la dinastía Abasida de los califas en el Islam clásico
- Revuelta popular encabezada por Al-Azraq en las comarcas centrales del Reino de Valencia, donde los musulmanes se sublevaron contra los cristianos.
- 31 de marzo: Matrimonio del infante Felipe de Castilla (hermano de Alfonso X) con Cristina de Noruega en la Colegiata de Santa María de Valladolid.